# Die Nanny/Episodenliste

Logo zur Serie

Diese Episodenliste enthält alle Episoden der US-amerikanischen Sitcom Die Nanny, sortiert nach der US-amerikanischen Erstausstrahlung. Zwischen 1993 und 1999 wurden in sechs Staffeln insgesamt 146 Episoden mit einer Länge von jeweils etwa 22 Minuten produziert.

## Übersicht
| Staffel | Episodenanzahl | Erstausstrahlung USA | Erstausstrahlung USA | Deutschsprachige Erstausstrahlung | Deutschsprachige Erstausstrahlung |
| Staffel | Episodenanzahl | Staffelpremiere      | Staffelfinale        | Staffelpremiere                   | Staffelfinale                     |
| ------- | -------------- | -------------------- | -------------------- | --------------------------------- | --------------------------------- |
| 1       | 22             | 3. November 1993     | 16. Mai 1994         | 21. Mai 1995                      | 20. April 1996                    |
| 2       | 26             | 12. September 1994   | 22. Mai 1995         | 11. Mai 1996                      | 2. November 1996                  |
| 3       | 27             | 11. September 1995   | 20. Mai 1996         | 23. November 1996                 | 24. Mai 1997                      |
| 4       | 26             | 18. September 1996   | 21. Mai 1997         | 5. Dezember 1998                  | 27. Mai 1999                      |
| 5       | 23             | 1. Oktober 1997      | 13. Mai 1998         | 28. Mai 1999                      | 30. Juni 1999                     |
| 6       | 22             | 30. September 1998   | 12. Mai 1999         | 27. Dezember 1999                 | 26. Januar 2000                   |

## Staffel 1
Die Erstausstrahlung der ersten Staffel fand vom 3. November 1993 bis zum 16. Mai 1994 auf dem US-amerikanischen Sender CBS statt. Die deutschsprachige Erstausstrahlung sendete der Free-TV-Sender RTL vom 21. Mai 1995 bis zum 20. April 1996.
| Nr. (ges.) | Nr. (St.) | Deutscher Titel                   | Originaltitel                                    | Erstausstrahlung USA | Deutschsprachige Erstausstrahlung (D) | Regie                                                  | Drehbuch                                             |
| --- | --------- | --------------------------------- | ------------------------------------------------ | -------------------- | ------------------------------------- | ------------------------------------------------------ | ---------------------------------------------------- |
| 1 | 1         | Das neue Kindermädchen            | Pilot                                            | 3. Nov. 1993         | 21. Mai 1995                          | Lee Shallat Chemel, Fran Drescher, Peter Marc Jacobson | Peter Marc Jacobson, Robert Sternin, Prudence Fraser |
| 2 | 2         | Viel Rauch um nichts              | Smoke Gets In Your Lies                          | 10. Nov. 1993        | 4. Juni 1995                          | Lee Shallat Chemel                                     | Michael Rowe                                         |
| 3 | 3         | Vom Kindermädchen zum Snob        | My Fair Nanny                                    | 17. Nov. 1993        | 16. Juli 1995                         | Lee Shallat Chemel                                     | Andy Goodman                                         |
| 4 | 4         | Drei sind einer zu viel           | The Nuchslep                                     | 24. Nov. 1993        | 28. Mai 1995                          | Lee Shallat Chemel                                     | Eve Ahlert & Dennis Drake                            |
| 5 | 5         | Ein tierischer Ausflug im Zoo     | Here Comes The Brood                             | 6. Dez. 1993         | 11. Juni 1995                         | Lee Shallat Chemel                                     | Diane Wilk                                           |
| 6 | 6         | Verkehrte Welt                    | The Butler, The Husband, The Wife And Her Mother | 8. Dez. 1993         | 9. Juli 1995                          | Lee Shallat Chemel                                     | Howard Meyers                                        |
| 7 | 7         | Die eingebildete Freundin         | Imaginary Friend                                 | 15. Dez. 1993        | 25. Juni 1995                         | Lee Shallat Chemel                                     | Pamela Eells & Sally Lapiduss                        |
| 8 | 8         | Eine schöne Bescherung            | Christmas Episode                                | 22. Dez. 1993        | 17. Dez. 1995                         | Lee Shallat Chemel                                     | Fran Drescher & Peter Marc Jacobson                  |
| 9 | 9         | Privatgeschäfte                   | Personal Business                                | 29. Dez. 1993        | 18. Juni 1995                         | Lee Shallat Chemel                                     | Fran Drescher & Peter Marc Jacobson                  |
| 10 | 10        | Nachhilfe in Sachen Kindermädchen | The Nanny-in-law                                 | 12. Jan. 1994        | 23. Juli 1995                         | Paul Miller                                            | Eve Ahlert & Dennis Drake                            |
| 11 | 11        | Eine gruftige Affäre              | A Plot For Nanny                                 | 19. Jan. 1994        | 6. Aug. 1995                          | Paul Miller                                            | Lisa Garret & Sandy Krinski                          |
| 12 | 12        | Bretter, die die Welt bedeuten    | The Show Must Go On                              | 26. Jan. 1994        | 20. Aug. 1995                         | Will Mackenzie                                         | Frank Lombardi & Dana Reston                         |
| 13 | 13        | Maggie, das Fotomodell            | Maggie, The Model                                | 2. Feb. 1994         | 3. Sep. 1995                          | Will Mackenzie                                         | Diane Wilk                                           |
| 14 | 14        | Doppelmoral                       | The Family Plumbing                              | 9. Feb. 1994         | 10. Sep. 1995                         | Linda Day                                              | Bill Lawrence                                        |
| 15 | 15        | Abgründe                          | Deep Throat                                      | 2. März 1994         | 17. Sep. 1995                         | Linda Day                                              | Pamela Eells & Sally Lapiduss                        |
| 16 | 16        | Abgeschleppt                      | Schlepped Away                                   | 9. März 1994         | 8. Okt. 1995                          | Linda Day                                              | Fran Drescher & Peter Marc Jacobson                  |
| 17 | 17        | Die geplatzte Hochzeit            | Stop The Wedding, I Want To Get Off              | 16. März 1994        | 15. Okt. 1995                         | Gail Mancuso                                           | Diane Wilk                                           |
| 18 | 18        | Kritikerschelte                   | Sunday In The Park With Fran                     | 23. März 1994        | 6. Apr. 1996                          | Gail Mancuso                                           | Howard Meyer                                         |
| C. C. erfährt zufällig, dass Gracie mit dem Sohn eines bekannten Theaterkritikers in einer Klasse ist. Auch Maxwell gefällt die Idee, sich auf diese Weise eine wohlwollende Kritik für das kommende Stück zu sichern, und schickt die beiden Kinder zusammen mit Fran spielen. Die verstehen sich jedoch gar nicht, sodass Fran mit einem Baguette dazwischen geht. Der beleidigte Kritiker schlägt daraufhin bei Maxwell auf, der ihm nach anfänglicher Zurückhaltung die Meinung sagt. Nach der Aufführung erwarten sie Schlimmes, jedoch war der Kritiker nicht anwesend, da er mit verstimmtem Magen absagen musste. Ob das an den von Niles servierten Häppchen aus dem kaputten Kühlschrank liegt, bleibt offen.                                                                                    |           |                                   |                                                  |                      |                                       |                                                        |                                                      |
| 19 | 19        | Die Turnlehrerin                  | The Gym Teacher                                  | 6. Apr. 1994         | 19. Nov. 1995                         | Gail Mancuso                                           | Larry Mintz & Alan Eisenstock                        |
| Maggie versucht, über das Vortäuschen ihrer vierten Periode innerhalb eines Monats den Turnunterricht zu schwänzen. Fran fällt das natürlich auf, darauf begleitet sie Maggie zum Sport, nur um dort ihrer ehemaligen Lehrerin gegenüber zu stehen. Alle Ausreden helfen nichts, sodass Maggie nach Trainingseinheiten mit Fran eine Turnprüfung ablegen muss. Gerade als die Lehrerin Maggie durchfallen lassen will, verschluckt sie sich und erstickt nur dank Frans Eingreifen nicht. Daraufhin bekommt Maggie zähneknirschend die beste Note. Maxwell quält sich währenddessen mit dem eigensinnigen Protagonisten seines Stücks, der jedoch ein Publikumsmagnet ist. Erst über das Vortäuschen zahlreicher weiterer geeigneter Darsteller mit Interesse kann sich Maxwell ihm gegenüber durchsetzen. |           |                                   |                                                  |                      |                                       |                                                        |                                                      |
| 20 | 20        | Wenn der Vater mit der Tochter    | Ode To Barbara Joan                              | 13. Apr. 1994        | 26. Nov. 1995                         | Gail Mancuso & David M. Matthews                       | Frank Lombardi & Dana Reston                         |
| C. C. und ihr Vater haben kein inniges Verhältnis. Als er zum Essen bei Maxwell ist, lädt er seine Tochter zu einem Auftritt von Barbra Streisand ein. C. C. lässt ihn abblitzen, Fran hingegen ist angetan und nimmt ihren Platz ein. Auch sonst verstehen sich der Vater und Fran recht gut, was C. C. äußerlich kalt lässt, innerlich aber aufwühlt, was sie an Niles auslässt. Fran bemerkt das und verzichtet zu Gunsten von C. C. auf den Ausflug, und auf ihr neues Kleid, sehr zum Missfallen von Sylvia. Analog dazu sagt Maxwell einen Ausflug mit Brighton zugunsten einer Rede erst ab, entscheidet sich aber ebenfalls um. Jedoch hat Brighton bereits andere Pläne. |           |                                   |                                                  |                      |                                       |                                                        |                                                      |
| 21 | 21        | Alte Liebe rostet nicht           | Frannie´s Choice                                 | 27. Apr. 1994        | 13. Apr. 1996                         | Paul Miller                                            | Tracy Newman & Jonathan Stark                        |
| Während alle Bewohner des Hauses ihren Terminen nachgehen, wird Fran von Val besucht. Es geht um Danny, der sich von Heather Biblow getrennt hat. An einem anderen Tag stattet Fran dem Brautmodenladen einen Besuch ab, wo Danny ihr einen Antrag macht. Fran ist hin- und hergerissen, entscheidet sich jedoch nach Rücksprache mit ihrer Mutter Sylvia für eine Hochzeit, was die Aufgabe ihres Jobs als Kindermädchen bedeuten würde. Die Kinder sowie Maxwell und Niles sind enttäuscht, wohingegen C. C. das Ganze feiert. Der Abschied fällt jedoch so schwer, dass sich Fran umentscheidet und doch Single und Kindermädchen bleibt. |           |                                   |                                                  |                      |                                       |                                                        |                                                      |
| 22 | 22        | Muttertag                         | I Don´t Remember Mama                            | 16. Mai 1994         | 20. Apr. 1996                         | Paul Miller                                            | Howard Meyer & Diane Wilk                            |
| Zum Muttertag überschüttet Maxwell gewöhnlich die Kinder mit Aktivitäten, damit diese nicht über ihre Mutter nachdenken und trauern. Dieses Jahr tritt die Familie einem Country Klub bei. Fran und Gracie geraten dabei in einen Mutter Tochter Contest. Während den Vorbereitungen wird Gracie derart gereizt, dass sie in Tränen ausbricht und gesteht, sich nicht mehr an ihre Mutter erinnern zu können. Maxwell ändert darauf seine Einstellung, und schaut mit der Familie alte Videoaufnahmen an, als die Mutter noch lebte. |           |                                   |                                                  |                      |                                       |                                                        |                                                      |

## Staffel 2
Die Erstausstrahlung der zweiten Staffel fand vom 12. November 1994 bis zum 22. Mai 1995 auf dem US-amerikanischen Sender CBS statt. Die deutschsprachige Erstausstrahlung sendete der Free-TV-Sender RTL vom 11. Mai 1996 bis zum 2. November 1996.
| Nr. (ges.) | Nr. (St.) | Deutscher Titel              | Originaltitel             | Erstausstrahlung USA | Deutschsprachige Erstausstrahlung (D) | Regie                                                         | Drehbuch                                                               |
| ---------- | --------- | ---------------------------- | ------------------------- | -------------------- | ------------------------------------- | ------------------------------------------------------------- | ---------------------------------------------------------------------- |
| 23         | 1         | Frans Doppelgängerin         | Fran Lite                 | 12. Sep. 1994        | 11. Mai 1996                          | Lee Shallat Chemel                                            | Janis Hirsch                                                           |
| 24         | 2         | Schulfreunde                 | The Playwright            | 19. Sep. 1994        | 27. Apr. 1996                         | Gail Mancuso                                                  | Lisa Medway                                                            |
| 25         | 3         | Eine heiße Nacht             | Everybody Needs A Buddy   | 26. Sep. 1994        | 1. Juni 1996                          | Lee Shallat-Chemel                                            | Diane Wilk                                                             |
| 26         | 4         | Ein reicher Freund           | Material Fran             | 3. Okt. 1994         | 25. Mai 1996                          | Lee Shallat-Chemel                                            | Eileen O’Hare                                                          |
| 27         | 5         | Es gibt was zu feiern        | Curse Of The Grandmas     | 10. Okt. 1994        | 18. Mai 1996                          | Lee Shallat-Chemel                                            | Eric Cohen                                                             |
| 28         | 6         | Fran und das Baby            | The Nanny Napper          | 17. Okt. 1994        | 8. Juni 1996                          | Lee Shallat-Chemel                                            | Rick Shaw & Jayne Hamil                                                |
| 29         | 7         | Kein Star ist geboren        | A Star Is Unborn          | 24. Okt. 1994        | 4. Mai 1996                           | Gail Mancuso                                                  | Pamela Eells & Sally Lapiduss                                          |
| 30         | 8         | Der Müllmann                 | Pinske Business           | 31. Okt. 1994        | 15. Juni 1996                         | Lee Shallat-Chemel                                            | Alan R. Cohen & Alan Freedland                                         |
| 31         | 9         | Auf Männerfang               | Stock Tip                 | 7. Nov. 1994         | 3. Aug. 1996                          | Lee Shallat-Chemel & Rob Schwartz & Bill Lawrence             | David M. Matthews                                                      |
| 32         | 10        | Der Weinkeller               | The Wine Cellar           | 14. Nov. 1994        | 27. Juli 1996                         | Lee Shallat-Chemel                                            | Eileen O’Hare                                                          |
| 33         | 11        | Der Kinderstar               | When You Pish Upon A Star | 21. Nov. 1994        | 20. Juli 1996                         | Lee Shallat-Chemel                                            | Diane Wilk                                                             |
| 34         | 12        | Krach und Versöhnung         | Take Back Your Mink       | 21. Nov. 1994        | 22. Juni 1996                         | Lee Shallat-Chemel                                            | Prudence Fraser & Robert Sternin                                       |
| 35         | 13        | Ein Riesenskandal            | The Strike                | 28. Nov. 1994        | 10. Aug. 1996                         | Lee Shallat-Chemel                                            | Janis Hirsch                                                           |
| 36         | 14        | Das große Geheimnis          | I´ve Got A Secret         | 12. Dez. 1994        | 24. Aug. 1996                         | Lee Shallat-Chemel                                            | Eric Cohen                                                             |
| 37         | 15        | Ein toller Begleiter         | Kindervelt Days           | 2. Jan. 1995         | 17. Aug. 1996                         | Lee Shallat-Chemel                                            | Frank Lombardi & Dana Reston                                           |
| 38         | 16        | Das Turnier in Atlantic City | Canasta Masta             | 9. Jan. 1995         | 31. Aug. 1996                         | Lee Shallat-Chemel                                            | Frank Lombardi & Dana Reston                                           |
| 39         | 17        | Das Testament                | The Will                  | 16. Jan. 1995        | 7. Sep. 1996                          | Randy Bennett & Robbie Schwartz                               | Fran Drescher & Peter Marc Jacobson                                    |
| 40         | 18        | Der graue Panther            | The Nanny Behind The Man  | 23. Jan. 1995        | 14. Sep. 1996                         | Lee Shallat-Chemel & Rob Lotterstein & Ellen Idelson          | Jerry Perzigian                                                        |
| 41         | 19        | Unter Schwestern             | A Fine Friendship         | 6. Feb. 1995         | 28. Sep. 1996                         | Lee Shallat-Chemel & Kirsten Vensel & Bill Marich & Rich Ross | Eileen O’Hare                                                          |
| 42         | 20        | Ein geplatztes Geschäft      | Lamb Chop´s On The Menu   | 13. Feb. 1995        | 5. Okt. 1996                          | Lee Shallat-Chemel                                            | Frank Lombardi & Dana Reston                                           |
| 43         | 21        | Ein verantwortungsvoller Job | Close Shave               | 20. Feb. 1995        | 19. Okt. 1996                         | Dorothy Lyman                                                 | Elliot Stern                                                           |
| 44         | 22        | Serenade zu viert            | What The Butler Sang      | 27. Feb. 1995        | 12. Okt. 1996                         | Lee Shallat-Chemel                                            | Diane Wilk                                                             |
| 45         | 23        | Der Kuss-Wettbewerb          | A Kiss Is Just A KIss     | 3. Mai 1995          | 9. Nov. 1996                          | Dorothy Lyman                                                 | Eileen O’Hare                                                          |
| 46         | 24        | Fran im falschen Bett        | Strange Bedfellows        | 8. Mai 1995          | 16. Nov. 1996                         | Dorothy Lyman                                                 | Frank Lombardi & Dana Reston                                           |
| 47         | 25        | Die Perücken-Krise           | The Chatterbox            | 15. Mai 1995         | 26. Okt. 1996                         | Lee Shallat-Chemel & Fran Drescher & Peter Marc Jacobson      | Fran Drescher & Peter Marc Jacobson & Robert Sternin & Prudence Fraser |
| 48         | 26        | Viel Lärm um nichts          | Fran Gets Mugged          | 22. Mai 1995         | 2. Nov. 1996                          | Lee Shallat-Chemel                                            | Rick Shaw & Jayne Hamil                                                |

## Staffel 3
Die Erstausstrahlung der dritten Staffel fand vom 11. September 1995 bis zum 20. Mai 1995 auf dem US-amerikanischen Sender CBS statt. Die deutschsprachige Erstausstrahlung sendete der Free-TV-Sender RTL vom 23. November 1996 bis zum 24. Mai 1997.
| Nr. (ges.) | Nr. (St.) | Deutscher Titel                | Originaltitel                  | Erstausstrahlung USA | Deutschsprachige Erstausstrahlung | Regie                                                               | Drehbuch                          |
| ---------- | --------- | ------------------------------ | ------------------------------ | -------------------- | --------------------------------- | ------------------------------------------------------------------- | --------------------------------- |
| 49         | 1         | Das Phantom Lenny              | Pen Pals                       | 11. September 1995   | 23. November 1996                 | Dorothy Lyman                                                       | Rick Shaw & Jayne Hamil           |
| 50         | 2         | Wissen ist Macht               | Franny and The Professor       | 18. September 1995   | 30. November 1996                 | Dorothy Lyman                                                       | Janis Hirsch                      |
| 51         | 3         | Diamantenfieber                | Dope Diamand                   | 25. September 1995   | 7. Dezember 1996                  | Dorothy Lyman                                                       | Diane Wilk                        |
| 52         | 4         | Die Familienschlacht           | A Fine Family Feud             | 2. Oktober 1995      | 14. Dezember 1996                 | Dorothy Lyman                                                       | Frank Lombardi                    |
| 53         | 5         | Das Apartment                  | Val´s Apartment                | 9. Oktober 1995      | 28. Dezember 1996                 | Sally Lapiduss                                                      | Pamela Eells & Sally Lapiduss     |
| 54         | 6         | Im Kaufrausch                  | Shopaholic                     | 16. Oktober 1995     | 4. Januar 1997                    | Dorothy Lyman                                                       | Eric Cohen                        |
| 55         | 7         | Damenwahl                      | Oy Vey, You´re Gay             | 23. Oktober 1995     | 11. Januar 1997                   | Dorothy Lyman                                                       | Eileen O’Hare                     |
| 56         | 8         | Fran hinter Gittern            | The Party´s Over               | 6. November 1995     | 18. Januar 1997                   | Dorothy Lyman                                                       | Caryn Lucas                       |
| 57         | 9         | Der Antrag                     | The Two Mrs. Sheffields        | 13. November 1995    | 25. Januar 1997                   | Dorothy Lyman                                                       | Diane Wilk                        |
| 58         | 10        | Dann eben ohne Mann            | Having His Baby                | 20. November 1995    | 1. Februar 1997                   | Dorothy Lyman                                                       | Eric Mintz                        |
| 59         | 11        | Fran in Hollywood              | The Unkindest Cut              | 27. November 1995    | 8. Februar 1997                   | Dorothy Lyman                                                       | Frank Lombardi                    |
| 60         | 12        | Die verlorene Unschuld         | The Kibbuz                     | 4. Dezember 1995     | 15. Februar 1997                  | Dorothy Lyman                                                       | Frank Lombardi                    |
| 61         | 13        | Allein mit der Mafia           | An Offer She Can´t Refuse      | 11. Dezember 1995    | 22. Februar 1997                  | Dorothy Lyman                                                       | Rick Shaw & Jayne Hamil           |
| 62         | 14        | Ein Weihnachtsmärchen          | Oy To The World                | 18. Dezember 1995    | 21. Dezember 1996                 | Dorothy Lyman                                                       | Fran Drescher & Peter Marc Jacobs |
| 63         | 15        | Die Aufführung                 | Fashion Show                   | 8. Januar 1996       | 1. März 1997                      | Dorothy Lyman & Eileen O’Hare & Chris Alberghini & Michael Chessler | Eileen O’Hare                     |
| 64         | 16        | Auf und davon                  | Where´s Fran?                  | 15. Januar 1996      | 8. März 1997                      | Dorothy Lyman                                                       | Sally Lapiduss                    |
| 65         | 17        | Die Ehe-Krise                  | The Grandmas                   | 22. Januar 1996      | 15. März 1997                     | Dorothy Lyman                                                       | Caryn Lucas                       |
| 66         | 18        | Falsche Freunde                | Val´s Boyfriend                | 5. Februar 1996      | 22. März 1997                     | Dorothy Lyman                                                       | Erik Mintz                        |
| 67         | 19        | Der heimliche Bewunderer       | Love Is A Many Blundered Thing | 12. Februar 1996     | 29. März 1997                     | Dorothy Lyman                                                       | Dan & Jay Amernick                |
| 68         | 20        | Zeigt her eure Füße            | Your Feets Too Big             | 19. Februar 1996     | 5. April 1997                     | Dorothy Lyman                                                       | Sally Lapiduss                    |
| 69         | 21        | Wo sind die Perlen?            | Where´s The Pearls?            | 26. Februar 1996     | 12. April 1997                    | Dorothy Lyman                                                       | Frank Lombardi                    |
| 70         | 22        | Die Hexe                       | The Hockey Show                | 4. März 1996         | 19. April 1997                    | Dorothy Lyman                                                       | Robbie Schwartz                   |
| 71         | 23        | Maxwell und die Midlife-Crisis | Maxwell´s Midlife Crisis       | 11. März 1996        | 26. April 1997                    | Dorothy Lyman                                                       | Caryn Lucas                       |
| 72         | 24        | Mit Gott auf du und du         | The Cantor Show                | 29. April 1996       | 3. Mai 1997                       | Dorothy Lyman                                                       | Diane Wilk                        |
| 73         | 25        | Der Charmebolzen               | Green Card                     | 6. Mai 1996          | 10. Mai 1997                      | Dorothy Lyman & Jean Ford                                           | Rick Shaw                         |
| 74         | 26        | Der blinde Passagier           | Ship Of Fran´s                 | 13. Mai 1996         | 17. Mai 1997                      | Dorothy Lyman                                                       | Diane Wilk                        |
| 75         | 27        | Pariser Nachtleben             | A Pup In Paris                 | 20. Mai 1996         | 24. Mai 1997                      | Dorothy Lyman                                                       | Diane Wilk                        |

## Staffel 4
Die Erstausstrahlung der vierten Staffel fand vom 18. September 1996 bis zum 21. Mai 1997 auf dem US-amerikanischen Sender CBS statt. Die deutschsprachige Erstausstrahlung sendete der Free-TV-Sender RTL vom 5. Dezember 1998 bis zum 27. Mai 1999.
| Nr. (ges.) | Nr. (St.) | Deutscher Titel                                         | Originaltitel                        | Erstausstrahlung USA | Deutschsprachige Erstausstrahlung | Regie                             | Drehbuch                           |
| ---------- | --------- | ------------------------------------------------------- | ------------------------------------ | -------------------- | --------------------------------- | --------------------------------- | ---------------------------------- |
| 76         | 1         | Die Sache mit der Sache                                 | The Tart With Heart                  | 18. September 1996   | 5. Dezember 1998                  | Dorothy Lyman                     | Frank Lombardi                     |
| 77         | 2         | Jung und leidenschaftlich                               | The Cradle Robbers                   | 25. September 1996   | 12. Dezember 1998                 | Dorothy Lyman                     | Nastaran Dibai & Jeffrey B. Hobbes |
| 78         | 3         | Krieg am Wühltisch                                      | Bird’s Nest                          | 25. September 1996   | 14. November 1998                 | Dorothy Lyman & Robbie Schwartz   | Jayne Hamil                        |
| 79         | 4         | Die beste Nanny Amerikas                                | The Rosie Show                       | 9. Oktober 1996      | 26. April 1999                    | Dorothy Lyman                     | Nastaran Dibai & Jeffrey B. Hobbes |
| 80         | 5         | Eine Fine-Familienaffaire                               | Frieda Needa Man                     | 16. Oktober 1996     | 27. April 1999                    | Dorothy Lyman                     | Frank Lombardi                     |
| 81         | 6         | Joan hat was, was Fran nicht hat                        | Me And Mrs. Joan                     | 30. Oktober 1996     | 28. April 1999                    | Dorothy Lyman                     | Peter Marc Jacobson                |
| 82         | 7         | Der schwangere Hund                                     | The Taxman Cometh                    | 6. November 1996     | 29. April 1999                    | Dorothy Lyman                     | Dan & Jay Amernick                 |
| 83         | 8         | Maxwells wilder Bruder mit Charme                       | An Affair To Dismember               | 13. November 1996    | 30. April 1999                    | Dorothy Lyman                     | Diane Wilk                         |
| 84         | 9         | Frans Tattoo                                            | Tattoo                               | 20. November 1996    | 3. Mai 1999                       | Dorothy Lyman                     | Caryn Lucas                        |
| 85         | 10        | Rund ums Auto                                           | The Car Show                         | 11. Dezember 1996    | 4. Mai 1999                       | Dorothy Lyman                     | Robbie Schwartz                    |
| 86         | 11        | Vom Hurrikan verweht                                    | Hurricane Fran                       | 18. Dezember 1996    | 5. Mai 1999                       | Dorothy Lyman                     | Rick Shaw                          |
| 87         | 12        | Entzweite Trauergemeinde                                | Danny’s Dead And Who’s Got The Will? | 8. Januar 1997       | 6. Mai 1999                       | Dorothy Lyman                     | Jayne Hamil                        |
| 88         | 13        | Der Traumprinz                                          | Kissing Cousins                      | 15. Januar 1997      | 7. Mai 1999                       | Dorothy Lyman                     | Caryn Lucas                        |
| 89         | 14        | Ein Leben ohne Männer ist nicht lebenswert              | The Fifth Wheel                      | 29. Januar 1997      | 10. Mai 1999                      | Dorothy Lyman                     | Jayne Hamil                        |
| 90         | 15        | Totale Geschmacksverirrungen                            | The Nose Knows                       | 5. Februar 1997      | 11. Mai 1999                      | Dorothy Lyman & Suzanne Gangursky | Rick Shaw                          |
| 91         | 16        | Stop! oder meine Nanny schießt                          | The Bank Robbery                     | 12. Februar 1997     | 18. Mai 1999                      | Dorothy Lyman                     | Jayne Hamil                        |
| 92         | 17        | Oh Schreckschraube!                                     | Samson, He Denied Her                | 19. Februar 1997     | 14. Mai 1999                      | Dorothy Lyman                     | Flo Cameron                        |
| 93         | 18        | Eins, zwei, drei - wer hat die Laus?                    | The Fact Of Lice                     | 5. März 1997         | 17. Mai 1999                      | Dorothy Lyman                     | Nastaran Dibai & Jeffrey B. Hobbes |
| 94         | 19        | Reich geboren?                                          | Fran’s Roots                         | 12. März 1997        | 18. Mai 1999                      | Dorothy Lyman                     | Caryn Lucas                        |
| 95         | 20        | Affäre nach Wunsch                                      | The Nanny And The Hunk Producer      | 2. April 1997        | 19. Mai 1999                      | Dorothy Lyman                     | Frank Lombardi                     |
| 96         | 21        | Barfuß durch die Eifersucht                             | The Passed-Over Story                | 9. April 1997        | 20. Mai 1999                      | Dorothy Lyman                     | Rick Shaw                          |
| 97         | 22        | Das Leben ist ein Song                                  | No Muse Is Good Muse                 | 23. April 1997       | 21. Mai 1999                      | Dorothy Lyman                     | Jayne Hamil                        |
| 98         | 23        | Die unglaubliche Versteigerung der verrückten Miss Fine | You Bette Your Life                  | 30. April 1997       | 12. Mai 1999                      | Dorothy Lyman                     | Frank Lombardi                     |
| 99         | 24        | Fran reich und schön im Schatten der Leidenschaft       | The Heather Biblow Story             | 7. Mai 1997          | 25. Mai 1999                      | Dorothy Lyman                     | Ivan Menchell                      |
| 100        | 25        | Hochzeitsfieber                                         | The Boca Story                       | 14. Mai 1997         | 26. Mai 1999                      | Dorothy Lyman                     | Caryn Lucas                        |
| 101        | 26        | Stirbt Niles?                                           | Fran´s Gotta Have It                 | 21. Mai 1997         | 27. Mai 1999                      | Dorothy Lyman                     | Diane Wilk                         |

## Staffel 5
Die Erstausstrahlung der fünften Staffel fand vom 1. Oktober 1997 bis zum 13. Mai 1998 auf dem US-amerikanischen Sender CBS statt. Die deutschsprachige Erstausstrahlung sendete der Free-TV-Sender RTL vom 28. Mai 1999 bis zum 30. Juni 1999.
| Nr. (ges.) | Nr. (St.) | Deutscher Titel                      | Originaltitel                  | Erstausstrahlung USA | Deutschsprachige Erstausstrahlung | Regie                                           | Drehbuch                           |
| ---------- | --------- | ------------------------------------ | ------------------------------ | -------------------- | --------------------------------- | ----------------------------------------------- | ---------------------------------- |
| 102        | 1         | Am Morgen danach...                  | The Morning After              | 1. Oktober 1997      | 28. Mai 1999                      | Dorothy Lyman                                   | Caryn Lucas                        |
| 103        | 2         | Mein Date mit Elton John             | First Date                     | 8. Oktober 1997      | 31. Mai 1999                      | Dorothy Lyman & Frank Lombardi & Sarah McMullen | Frank Lombardi                     |
| 104        | 3         | Fran x 2 = $                         | The Bobbi Flekman Story        | 15. Oktober 1997     | 1. Juni 1999                      | Dorothy Lyman                                   | Diane Wilk                         |
| 105        | 4         | Tausche Gangster gegen Hund          | Fransom                        | 22. Oktober 1997     | 2. Juni 1999                      | Dorothy Lyman                                   | Jayne Hamil                        |
| 106        | 5         | Akte Niles                           | The Ex-Niles                   | 29. Oktober 1997     | 4. Juni 1999                      | Dorothy Lyman                                   | Nastaran Dibai & Jeffrey B. Hobbes |
| 107        | 6         | Chevy Chase will alles!              | A Decent Proposal              | 5. November 1997     | 7. Juni 1999                      | Dorothy Lyman                                   | Ivan Menchell                      |
| 108        | 7         | Mutter gesucht                       | Mommy and Mai                  | 12. November 1997    | 8. Juni 1999                      | Dorothy Lyman                                   | Caryn Lucas                        |
| 109        | 8         | Wetterfee Fran                       | Fair Weather Fran              | 19. November 1997    | 9. Juni 1999                      | Dorothy Lyman                                   | Rick Shaw                          |
| 110        | 9         | Heirate niemals eine Jüngere!        | Educating Fran                 | 10. Dezember 1997    | 10. Juni 1999                     | Dorothy Lyman                                   | Suzanne Gangursky                  |
| 111        | 10        | Liebesgrüße aus Flushing             | From Flushing With Love        | 17. Dezember 1997    | 11. Juni 1999                     | Dorothy Lyman & Dan & Jay Americk & Sean Hanley | Dan & Jay Amernick                 |
| 112        | 11        | Allergieschock!                      | Rash To Judgment               | 7. Januar 1998       | 14. Juni 1999                     | Dorothy Lyman                                   | Ivan Menchell                      |
| 113        | 12        | Unter der Sonne des Schönheitsmakels | One False Mole And You´re Dead | 14. Januar 1998      | 15. Juni 1999                     | Dorothy Lyman                                   | Frank Lombardi                     |
| 114        | 13        | Nennen Sie mich Fran                 | Call Me Fran                   | 21. Januar 1998      | 16. Juni 1999                     | Fran Drescher                                   | Diane Wilk                         |
| 115        | 14        | Nicht ohne meine Nanny               | Not Without My Nanny           | 28. Januar 1998      | 17. Juni 1999                     | Dorothy Lyman                                   | Nastaran Dibai & Jeffrey B. Hobbes |
| 116        | 15        | Willst du … ?                        | The Engagement                 | 4. März 1998         | 18. Juni 1999                     | Dorothy Lyman                                   | Rick Shaw                          |
| 117        | 16        | Verliebt, verlobt, verängstigt       | The Dinner Party               | 11. März 1998        | 21. Juni 1999                     | Dorothy Lyman                                   | Ivan Menchell                      |
| 118        | 17        | Coolio … Superstar?                  | Homie-Work                     | 18. März 1998        | 22. Juni 1999                     | Dorothy Lyman                                   | Jayne Hamill                       |
| 119        | 18        | Die dunkle Seite der Romantik        | The Reunion Show               | 25. März 1998        | 23. Juni 1999                     | Dorothy Lyman                                   | Suzanne Gangursky & Sean Hanley    |
| 120        | 19        | Der fleischgewordene Fehltritt       | Immaculate Conception          | 1. April 1998        | 24. Juni 1999                     | Dorothy Lyman & Fran Drescher                   | Robert Sternin                     |
| 121        | 20        | Der Ehevertrag                       | The Pre-nup                    | 29. April 1998       | 25. Juni 1999                     | Peter Marc Jacobson                             | Frank Lombardi                     |
| 122        | 21        | Marla Maples, Ex-Ex-Freundin?        | The Best Man                   | 6. Mai 1998          | 28. Juni 1999                     | Dorothy Lyman                                   | Rick Shaw                          |
| 123        | 22        | Kalte Füße                           | The Wedding (1)                | 13. Mai 1998         | 29. Juni 1999                     | Peter Marc Jacobson                             | Caryn Lucas                        |
| 124        | 23        | Zu zweit vorm Altar                  | The Wedding (2)                | 13. Mai 1998         | 30. Juni 1999                     | Peter Marc Jacobson                             | Caryn Lucas                        |

## Staffel 6
Die Erstausstrahlung der sechsten Staffel fand vom 30. September 1998 bis zum 12. Mai 1999 auf dem US-amerikanischen Sender CBS statt. Die deutschsprachige Erstausstrahlung sendete der Free-TV-Sender RTL vom 27. Dezember 1999 bis zum 26. Januar 2000.
| Nr. (ges.) | Nr. (St.) | Deutscher Titel                                                                    | Originaltitel                        | Erstausstrahlung USA | Deutschsprachige Erstausstrahlung | Regie                                                                          | Drehbuch                                           |
| ---------- | --------- | ---------------------------------------------------------------------------------- | ------------------------------------ | -------------------- | --------------------------------- | ------------------------------------------------------------------------------ | -------------------------------------------------- |
| 125        | 1         | Overboard - Eine Nanny fällt ins Wasser                                            | The Honeymoons Overboard             | 30. September 1998   | 27. Dezember 1999                 | Peter Marc Jacobson                                                            | Frank Lombardi                                     |
| 126        | 2         | Der kleine, leise Tod                                                              | Fran Gets Shushed                    | 7. Oktober 1998      | 28. Dezember 1999                 | Peter Marc Jacobson                                                            | Caryn Lucas                                        |
| 127        | 3         | Einmal Nanny, immer Nanny                                                          | Once A Secretary, Always A Secretary | 14. Oktober 1998     | 29. Dezember 1999                 | Peter Marc Jacobson                                                            | Allen J. Zipper                                    |
| 128        | 4         | Die Eltern der Ex-Braut                                                            | Sara´s Parents                       | 21. Oktober 1998     | 30. Dezember 1999                 | Peter Marc Jacobson                                                            | Jayne Hamil                                        |
| 129        | 5         | Ein Sexgott stieg vom Olymp                                                        | Maggie´s Boyfriend                   | 28. Oktober 1998     | 3. Januar 2000                    | Peter Marc Jacobson                                                            | Rick Shaw                                          |
| 130        | 6         | Schwangerschaft: Positiv!                                                          | I`m Pregnant                         | 4. November 1998     | 4. Januar 2000                    | Peter Marc Jacobson                                                            | Ivan Menchell                                      |
| 131        | 7         | Wie wär´s mit Schlomo Sheffield                                                    | Mom´s The Word                       | 11. November 1998    | 5. Januar 2000                    | Peter Marc Jacobson                                                            | Suzanne Myers & Cody Farley                        |
| 132        | 8         | Wie man schwanger wird, ohne Whoopi Goldberg nach einem Autogramm fragen zu müssen | Making Whoopi                        | 18. November 1998    | 6. Januar 2000                    | Peter Marc Jacobson                                                            | Suzanne Gangursky                                  |
| 133        | 9         | Skiparty bei Präsident Clinton                                                     | Oh, Say, You Can Ski?                | 25. November 1998    | 7. Januar 2000                    | Peter Marc Jacobson                                                            | Dan & Jay Amernick                                 |
| 134        | 10        | Verloren im Schneesturm                                                            | The Hanukkah Story                   | 16. Dezember 1998    | 10. Januar 2000                   | Peter Marc Jacobson & Matthew J. Berman & Ivan Menchell                        | Ivan Menchell                                      |
| 135        | 11        | Sylvia liebt dich                                                                  | The In-law Who came Forever          | 6. Januar 1999       | 11. Januar 2000                   | Peter Marc Jacobson                                                            | Danny Passmann & Michael Scalisi & Rick Shaw       |
| 136        | 12        | Im Spiegel ist die Zukunft nicht immer rosarot                                     | The Fran In The Mirror               | 20. Januar 1999      | 12. Januar 2000                   | Jennifer Reed & Chandler Evans & Jayne Hamil                                   | Jayne Hamil                                        |
| 137        | 13        | Wo Herman Munster aufs College ging ...                                            | The Yummy Mummy                      | 3. Februar 1999      | 13. Januar 2000                   | Peter Marc Jacobson                                                            | Cody Farley & Suzanne Myers                        |
| 138        | 14        | Kalifornien, wir kommen!                                                           | California, Here We Come             | 31. März 1999        | 14. Januar 2000                   | Peter Marc Jacobson & Suzanne Gangursky & Mary Lindes                          | Suzanne Gangursky                                  |
| 139        | 15        | Sylvia, ein Ehemann … und ´ne heiße Affäre                                         | Maternal Affairs                     | 2. Juni 1999         | 17. Januar 2000                   | Peter Marc Jacobson                                                            | Frank Lombardi                                     |
| 140        | 16        | Liebe nach Drehbuch                                                                | The Producers                        | 9. Juni 1999         | 18. Januar 2000                   | Peter Marc Jacobson & Chandler Evans & Mike Dow & Rick Shaw                    | Rick Shaw                                          |
| 141        | 17        | Babys aus Plastik                                                                  | The Dummy Twins                      | 16. Juni 1999        | 19. Januar 2000                   | Steve Posner & Rachel Chagall & Harriet Goldman & Camelia Kath & Ivan Menchell | Ivan Menchell                                      |
| 142        | 18        | Yettas Briefe                                                                      | Yetta´s Letters                      | 16. Juni 1999        | 20. Januar 2000                   | Peter Marc Jacobson                                                            | Mike Dow & Chandler Evans & Rick Shaw              |
| 143        | 19        | Woman in love                                                                      | Maggie´s Wedding                     | 23. Juni 1999        | 21. Januar 2000                   | Fran Drescher                                                                  | Jayne Hamil                                        |
| 144        | 20        | Affäre in blond                                                                    | The Baby Shower                      | 23. Juni 1999        | 24. Januar 2000                   | Peter Marc Jacobson & Howard Preiser & James Nelson & Sean Hanley              | Suzanne Myers & Cody Farley                        |
| 145        | 21        | Die glücklichste Fran der Welt (1)                                                 | The Finale Part I                    | 12. Mai 1999         | 25. Januar 2000                   | Peter Marc Jacobson                                                            | Caryn Lucas                                        |
| 146        | 22        | Die glücklichste Fran der Welt (2)                                                 | The Finale Part II                   | 12. Mai 1999         | 26. Januar 2000                   | Peter Marc Jacobson                                                            | Caryn Lucas & Frank Lombardi & Peter Marc Jacobson |